# Sơn Tình
Sơn Tình là một xã thuộc huyện Cẩm Khê, tỉnh Phú Thọ, Việt Nam
Xã Sơn Tình có diện tích 8,4 km², dân số năm 2024 là 5454 người, mật độ dân số đạt 523 người/km².